# Cardosas
Cardosas is een plaats (freguesia) in de Portugese gemeente Arruda dos Vinhos en telt 746 inwoners (2001).